# Robert John Braidwood
Robert John Braidwood (* 29. Juli 1907 in Detroit, Michigan; † 15. Januar 2003 in Chicago, Illinois) war ein US-amerikanischer Vorderasiatischer Archäologe. Er war vor allem in der Türkei, in Syrien und im Irak tätig.
Braidwood, ein Nachkomme schottischer Einwanderer, studierte an der University of Michigan zunächst Architektur und arbeitete 1929 einige Monate in einem Architektenbüro. Angesichts des Zusammenbruchs der Baukonjunktur in der Weltwirtschaftskrise entschloss sich Braidwood aber an die Universität zurückzukehren und Anthropologie und Orientalische Geschichte zu studieren. Er graduierte aus diesen Fächern 1932 mit B.A. und 1933 mit M.A. und wurde kurz darauf vom Oriental Institute der University of Chicago für eine mehrjährige Grabungskampagne in der Amuq-Ebene angeworben. Während dieser Grabungen unter James Henry Breasted lernte Braidwood auch seine Ehefrau Linda Schreiber Braidwood kennen, mit der ihn eine über sechzig Jahre dauernde Arbeits- und Lebensgemeinschaft verbinden sollte.
1943 erwarb Braidwood seinen PhD an der University of Chicago und war ab diesem Zeitpunkt bis zu seinem Ableben ein hoch geachteter Professor und später Emeritus dieser Hochschule.
Braidwood setzte sich sehr für Interdisziplinarität der archäologischen Forschung ein, er war unter anderem ab 1947 einer der Pioniere der Radiokohlenstoffdatierung (C14-Datierung). Ab 1947 widmete sich Braidwood dem Jarmo-Projekt im Nordirak. 1963 wurde er in die American Academy of Arts and Sciences gewählt, 1964 in die National Academy of Sciences und 1966 in die American Philosophical Society.
Bob und Linda Braidwood starben hochbetagt im Abstand von wenigen Stunden an Lungenentzündung. Dass Braidwood oder sein Lehrer Breasted das Vorbild für die Filmfigur des Indiana Jones gewesen seien, wird gelegentlich behauptet, gilt aber als unwahrscheinlich. Robert und Linda Braidwood haben eine gemeinsame Tochter namens Gretel.